# 東方帝景大樓
25°07′41″N 121°44′57″E / 25.128031°N 121.749028°E
東方帝景大樓位於臺灣基隆市仁愛區仁一路田寮河旁，大樓共地上31層、地下5層，與麗榮皇冠大樓同為基隆港旁最顯眼的地標。

## 簡介
東方帝景大樓的建築基地，最早為新光人壽所有，之後由當時基隆著名建商之一的羅傑建設買下該建地的大部分區域，於此籌建全基隆市最高的「羅傑摩天世紀大樓」，並於1999年起造；但後來於建築樓板部分幾近完成時，因羅傑建設發生財務問題而停工。
摩天世紀大樓停工後，即長期閒置於市中心，僅有部分警衛人手看管工地，使得該大樓成為基隆市區重大的治安死角，基隆市各界因而對該大樓的利用去向不斷論辯，當時甚至還出現地方人士建議由基隆市政府接手興建為新市政中心的提議。但後來於2006年，甲山林機構下的甲山岳建設接手此大樓繼續興建「東方帝景」，由李祖原建築師重新設計，並改為現名。
經過多年波折，東方帝景大樓的建築主體於2006年末完工。